# Emil Bergman
Emil 'Nacka' Bergman, född den 28 juli 1908, död den 13 april 1975, var en svensk ishockeyspelare som spelade för Nacka SK mellan åren 1926 och 1934. Han vann skytteligan i SM i ishockey 1931.
Med landslaget i ishockey erövrade Emil Bergman en silvermedalj vid de Olympiska vinterspelen 1928 i St. Moritz.